# John de Mol
Johannes Hendrikus Hubert de Mol Jr. (La Haya, 24 de abril de 1955), conocido como John de Mol, es un empresario de medios de comunicación y multimillonario neerlandés.
En 2005, la revista Forbes lo nombró una de las 500 personas más ricas del mundo.
De Mol es uno de los hombres detrás de productoras como Endemol y Talpa.

## Endemol
De Mol, una conocida personalidad en Países Bajos, ha adquirido su fortuna con la producción de programas de televisión. En 1997-1999 desarrolló el reality show Gran Hermano con su propia compañía de producción John de Mol Produkties. En 1994 su compañía se fusionó con Joop van den Ende TV-Producties y formaron Endemol, pero todavía funciona por sí sola. De Mol vendió su participación en Endemol en el 2000 a Telefónica, pero siguió actuando como director creativo hasta 2004. 
En mayo de 2007 De Mol volvió como uno de los principales accionistas de Endemol junto con la empresa italiana Mediaset de Silvio Berlusconi en un acuerdo de 2,6 millones de euros.

## Talpa
De Mol en 2005 fundó un nuevo canal de televisión  Talpa, que adquirió los derechos de emisión de división de honor (el nombre neerlandés de la primera división de fútbol) y también la popular Expedición Robinson. Varios de los programas mencionados anteriormente habían aparecido en Talpa. 
El nombre de Talpa es la palabra latina para topo, en holandés, se refiere al apellido de John de Mol. Talpa tuvo su inauguración oficial la noche del 13 de agosto de 2005. De inicio Talpa solo emitía en las noches, ya que comparte con el canal de Nickelodeon. Desde el 16 de diciembre de 2006 Talpa tiene su propio canal y emite 24/7. 
Después de un tiempo, el canal fue nombrado: Tien. Pero después de mirar los malos resultados, Tien fue vendido al grupo RTL en 2007, quienes bautizarón el canal como RTL8. Los derechos de difusión de la Eredivisie se vendieron a RTL también, y coinciden con los resúmenes qué emitió RTL4 hasta el final de la temporada 2007/08.

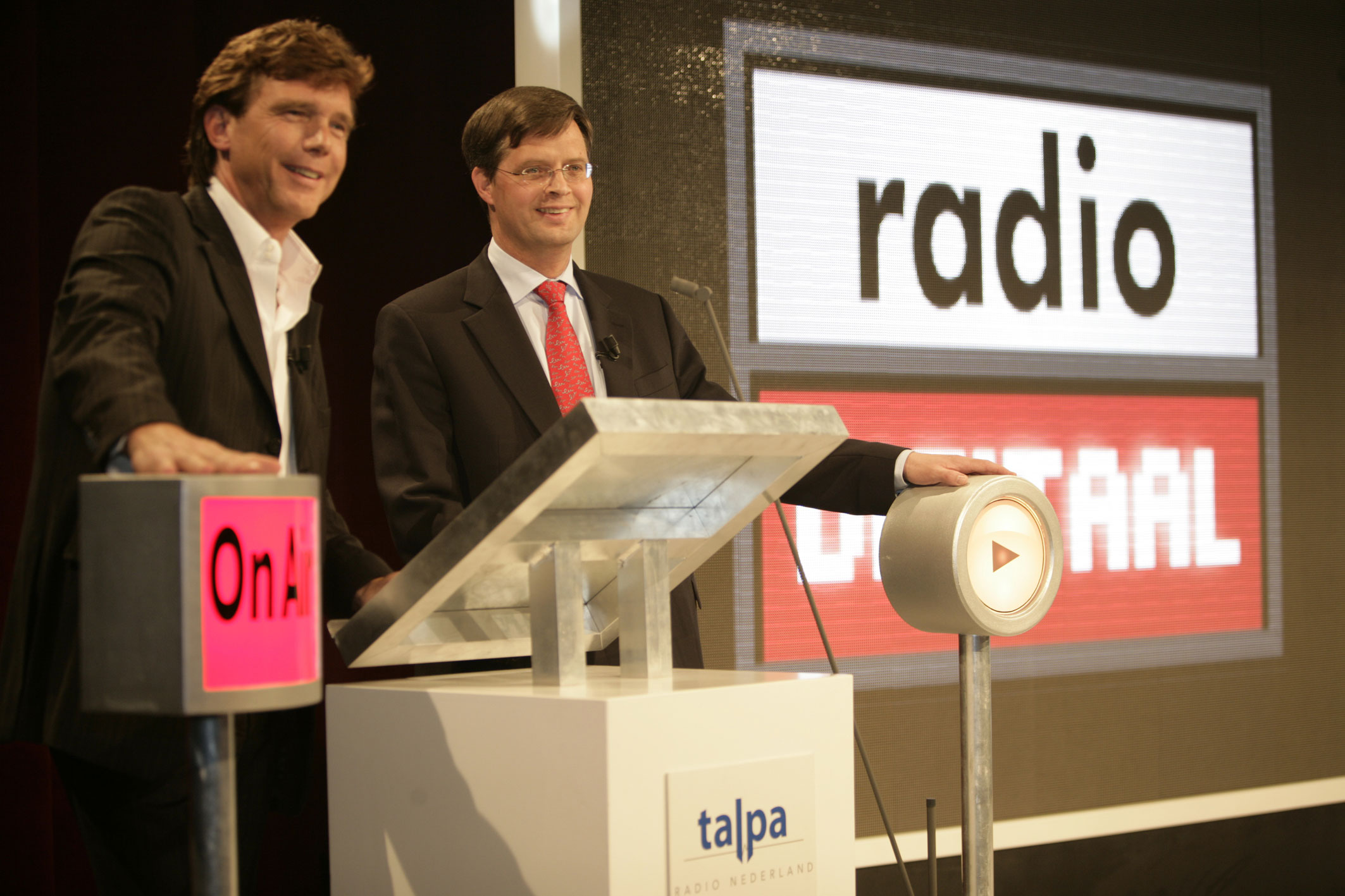
Puesta en marcha de una plataforma comercial de radio en línea por John de Mol (izquierda) y Jan Peter Balkenende.

## Vida privada
De Mol estuvo casado con la cantante y actriz Willeke Alberti. El actor Johnny de Mol es su hijo. 
De 1980 a 1984, tuvo una relación amorosa con Marga Scheide, miembro del grupo de chicas Luv'. 
Fuera de la televisión, De Mol controla un gran fondo de capital privado que tiene participaciones importantes de la fabricante de automóviles Spyker Cars, del equipo de fútbol Manchester United, de criptomonedas Bitcoin, Ethereum, Ripple y de la empresa de telecomunicaciones Versatel. 
La hermana de John, la actriz Linda de Mol, aparece y se presenta en algunos de sus programas, incluyendo la versión holandesa de Deal or No Deal. También presentó el programa de Endemol The DJ Kat Show.